# St.-Dionysius-Kirche (Sittensen)

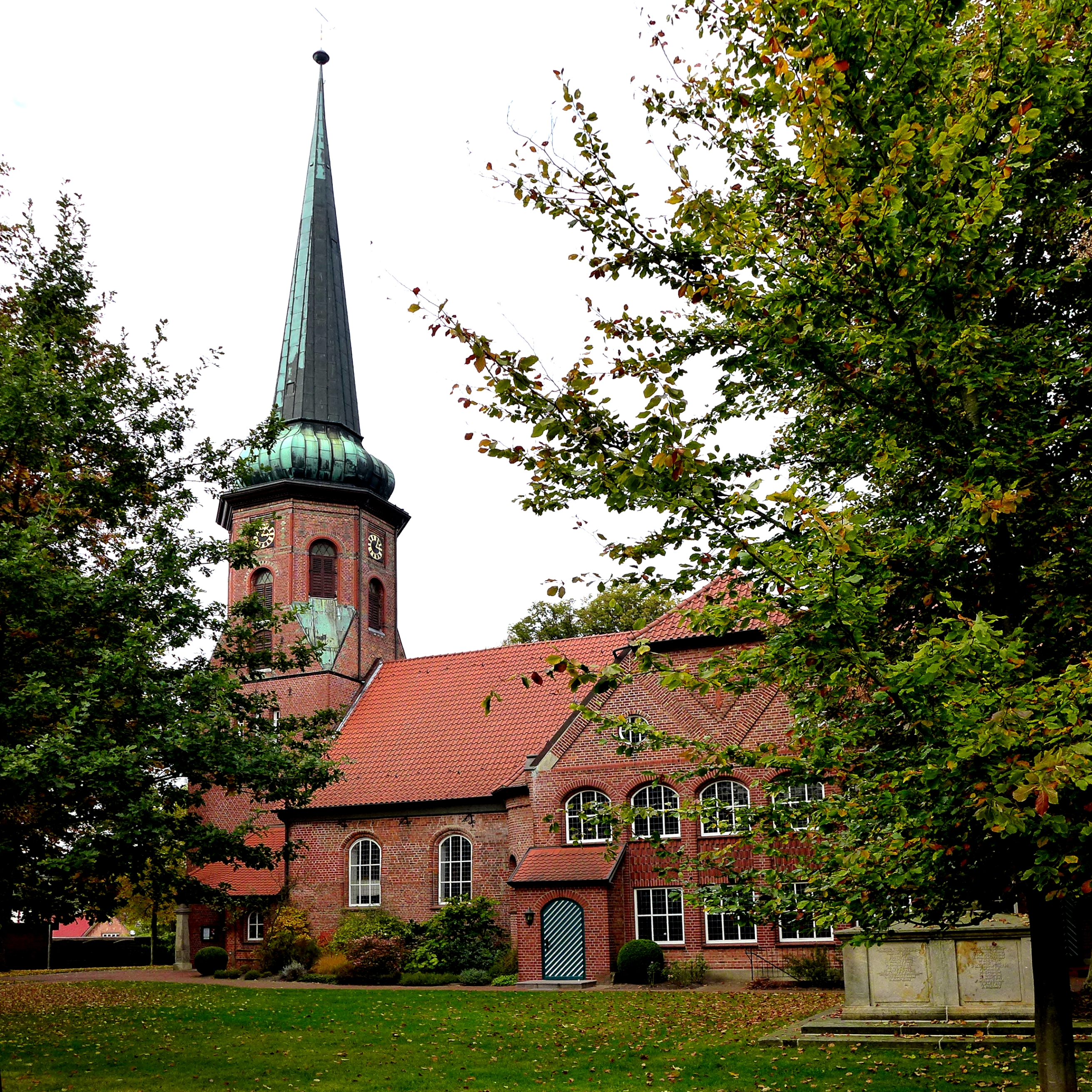
Dionysiuskirche

Die evangelisch-lutherische, denkmalgeschützte St.-Dionysius-Kirche steht in Sittensen, einer Gemeinde in der gleichnamigen Samtgemeinde Sittensen im Landkreis Rotenburg (Wümme) in Niedersachsen. Die Kirchengemeinde gehört zum Kirchenkreis Bremervörde-Zeven im Sprengel Stade der Evangelisch-lutherischen Landeskirche Hannovers.

## Beschreibung
Schon die erste Kirche, die unter Karl dem Großen auf einem alten germanischen Versammlungs- und Opferplatz gebaut wurde, stand unter dem Patrozinium des heiligen Dionysius. Von 1606 bis 1613 wurde die Kirche erneuert. 1679 kam ein erster Kirchturm hinzu, der 1907 abbrannte. Diese Saalkirche aus Backsteinen mit dreiseitigem Abschluss im Osten wurde 1897 durch einen südlichen Querarm erweitert. Durch den späteren Anbau eines Nordflügels ist sie nun kreuzförmig. Der Kirchturm im Westen wurde 1909 erneuert. Er hat eine achtseitige bauchige Haube, auf der ein spitzer Helm sitzt.  
Der Innenraum hat an den Längsseiten Emporen und ist mit einem hölzernen Tonnengewölbe überspannt. Das Altarretabel aus der 2. Hälfte des 17. Jahrhunderts hat ein Bild mit den vier Evangelisten zwischen gewundenen Säulen und ist mit Knorpelwerk verziert. Als Bekrönung befindet sich der Auferstandene zwischen Engeln. Die Kanzel ist von 1606, die Brüstung des Kanzelkorbs ist mit Hermenpilastern versehen. Die Patronatsloge ist aus dem gleichen Jahr. In der Sakristei steht ein Kruzifix aus dem 18. Jahrhundert. Die Orgel mit 29 Registern, verteilt auf zwei Manuale und Pedal, erbaute Paul Ott 1958.